# Lochkartenmischer
Ein Lochkartenmischer (englisch: punched card collator oder auch punch card collator) ist eine elektromechanische Maschine zum Verarbeiten von Lochkarten. Der erste Einsatz ist im Jahr 1937 beim amerikanischen Social Security Board dokumentiert.
Der Lochkartenmischer dient dazu, verschiedene Funktionen auf u. U. per Lochkartensortierer vorsortierten Lochkartenstapeln auszuführen, so zum Beispiel das Einmischen eines Stapels in einen anderen oder das „Ziehen“ von korrespondierenden Lochkarten.
Mit dem Übergang von der Lochkartentechnik zur elektronischen Datenverarbeitung seit den 1960er Jahren wurden Lochkartenmischer durch entsprechende Dateioperationen (Sortieren, Mischen, Gruppenwechselverarbeitung) ersetzt.

## Mechanischer Aufbau
Ein Lochkartenmischer besteht aus folgenden Teilen:
- zwei Eingabefächer für Lochkartenstapel: die Primärkartenzuführung und die Zweitkartenzuführung. Die Primärkartenzuführung hat zwei Abtaststationen, die sekundäre eine.
- Motoren, Gummirollen und Transportbänder, die die Lochkarten bewegen
- Elektromagnet-betätigte Klappen, um den Weg der Lochkarten zu steuern,
- vier oder fünf Ausgabefächer
- Ein besonderes Fach ist das Mischablagefach, das aus beiden Eingabefächern heraus beschickt werden kann.
- Ähnlich der Tabelliermaschine ein Steckfeld, mit dem der Mischer per Drahtverbindungen über Relais programmiert werden kann.

## Programmierung

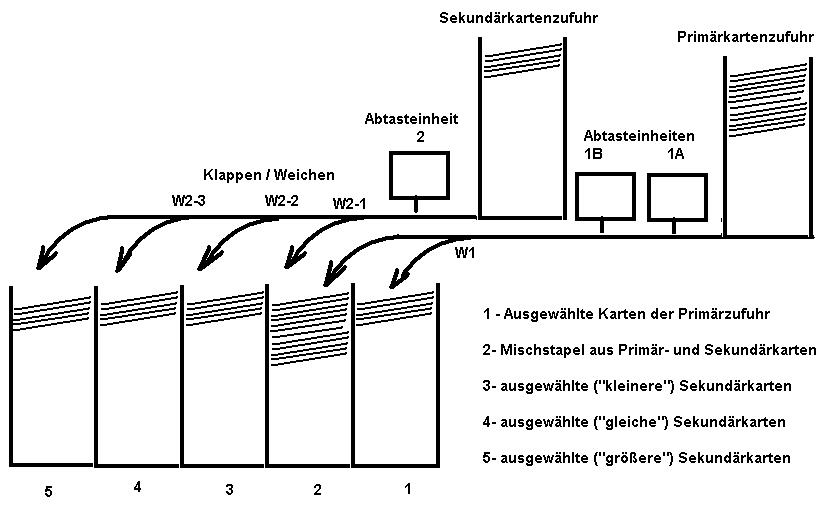
Prinzipskizze des Lochkartenmischens

Die Daten zweier Lochkarten in je einer Abtaststation werden verglichen. Je nach Ergebnis dieses Vergleichs (kleiner, gleich, größer) wird der Weg einer Lochkarte in eines der Ablagefächer gesteuert.

### Funktionen
Beide Lochkartenstapel werden der Reihe nach abgearbeitet (der Kartenfluss ist – wie bei praktisch allen Lochkartengeräten – nicht revertierbar), insofern ist eine Grundvoraussetzung für die korrekte Funktion das Vorliegen von entsprechend vorsortierten Kartenstapeln. Die Sortierfolge wird entweder dadurch erreicht, dass das Einmischen von Kartenstapeln immer nur mit dem Lochkartenmischer erfolgt (also nicht durch das fehlerträchtige „Einstecken von Hand“), oder aber der Kartenstapel mit einer Sortiermaschine vorsortiert wird.

#### Mischen
Aus den beiden Kartenstapeln wird immer diejenige Karte in das Ablagefach geführt, die bezüglich des Sortierkriteriums den kleinsten Wert ausweist. Auf diese Weise werden die Karten der Sekundärkartenzuführung in den Primärstapel eingemischt.

#### Ziehen bzw. Ersetzen
Hierbei wird der Mischer so programmiert, dass bei Vorliegen einer Übereinstimmung die entsprechende Karte aus dem Primärstapel in ein separates Ausgabefach geführt wird. Alternativ kann dann die Karte aus dem Zweitkartenfach eingemischt (also die gezogene Karte ersetzt) oder auch in einem weiteren Ausgabefach abgelegt werden.

### Anwendungsbeispiele
Als Beispiel diene ein Telefonunternehmen, das seine Kundendaten auf Karten locht, mit einer Anschrift und einer Telefonnummer pro Karte. Die Karten werden per Lochkartensortierer nach der Telefonnummer dezimal aufsteigend sortiert.

#### Prüfungen
Der Stapel der Kundenkarten kommt in die Primärkartenzuführung. Folgendes Programm wird verdrahtet:
1. Die erste Karte in die erste Abtaststation einziehen.
2. Wenn die zweite Abtaststation leer ist, wird die Karte in die zweite Abtaststation weitergereicht und die nächste Karte in die erste gezogen.
3. Vergleich der Telefonnummern zwischen der zweiten und der ersten Abtaststation, welche Nummer größer ist. Je nach Ergebnis ein Ausgabefach definieren und die Karte der zweiten darin ablegen, die Karte von der ersten in die zweite Station transportieren, eine neue in die erste Station, sodann ein neuer Vergleich.

Ergebnis: Dies prüft, ob die Karten korrekt sortiert sind. Wird auf Gleichheit geprüft, können Duplikate gefunden werden.

#### Einpflegen von Adress-Änderungen
Einige Kunden sind umgezogen, haben aber ihre Telefonnummer behalten. Diese sind in einem Stapel neuer Kundenlochkarten zusammengefasst, der per Lochkartensortierer aufsteigend sortiert wird. Der Stapel neuer Karten mit den Daten umgezogener Kunden wird eingemischt. Die vorher bereits sortierten Karten des Kundenstapels kommen in die Primärzuführung, die Umzügler in die Zweitkartenzufuhr. Verdrahtet wird folgender Programmablauf:
1. Vergleich auf Gleichheit zwischen (erster) Abtaststation (Kunde) und Abtaststation (Umzügler) bei der Telefonnummer.
2. Bei Ungleichheit die Kundenkarte ins Fach 1 ablegen (nicht umgezogen). Nächste Kundenkarte einziehen. Die Karte unter der Abtaststation Zweitkartenzuführung der Umzügler wird nicht abgelegt.
3. Bei Gleichheit der Telefonnummer kommt die Kundenkarte ins Fach 2, die neue Karte (weil ein Umzügler) ins Fach 1 und in beide Zufuhren die nächsten Karten aus den Stapeln einziehen. Der Kunde ist umgezogen, hat also eine neue Anschrift unter Beibehalt der Telefonnummer.

Ergebnis: Im Fach 1 ist der aktuelle Kundenstapel, im Fach 2 finden sich die alten Adressen der Kunden.

#### Telefon-Abrechnungen vorbereiten
In einer Telefongesellschaft fallen Umsatzdaten wie Telefonnummer, Gesprächsdauer, Tarif an. Als gegeben sei vorausgesetzt: Diese Umsatzdaten sind gestanzt, pro Gespräch eine Karte und nach Telefonnummern aufsteigend sortiert.
Die Tabelliermaschine beherrscht die vier Grundrechenarten, sie kann drucken und hat eine (ab 1937) Formularsteuerung. Es bietet sich an, dieses zur automatisierten Erstellung von Rechnungen zu nutzen:
Den Umsatzstapel in die Primärzufuhr. Den sortierten Kundenstapel in die Zweitkartenzufuhr (zur Referenzierung auf die Kunden und Anschriften).
Programmierung:
1. Jeweils eine Karte einziehen und vergleichen, ob die Telefonnummern gleich sind. Nicht gleich heißt: kein Umsatz; Kundenkarte in Fach 2 ablegen, nächsten Kunden ziehen. Umsatzkarte halten.
2. Wenn die Telefonnummer gleich ist, die Kundenkarte in Fach 1 ablegen; der Kunde hat Umsatz. Die Kundenkarte ist verschwunden; ein weiterer Vergleich mit ihr nicht möglich.
3. Die Umsatzkarte in die zweite Abtaststation transportiert, so bleibt die Telefonnummer erhalten. Die nächste Umsatzkarte in die erste und auf gleich mit der zweiten vergleichen.
4. Bei Gleichheit wird die Umsatzkarte in der zweiten Station ins Fach 1 abgelegt, die aus der ersten Station wandert in die zweite; eine neue Umsatzkarte wird gezogen und verglichen.
5. Wird Ungleichheit festgestellt, so ist in der zweiten Station ein dem Kunden letzter zuzuordnender Umsatz, also Karte ins Fach 1. In der ersten Abtaststation ist eine neue Telefonnummer mit Umsatz, also Umsatzkarte halten, und nächste Kundenkarte ziehen. Ein klassischer → Hauptartikel: Gruppenwechsel.

Ergebnis:
Stapel im Fach 1 hat die Reihenfolge Kunde1, Umsatz1-1, Umsatz1-2; Kunde2, Umsatz2-1 usw. Dieser Stapel kann per Tabelliermaschine weiterverarbeitet werden.

## Sonstiges
Im französischen Wort für „Computer“ findet sich die Parallele zur oben beschriebenen elektromechanischen Lochkarten-Misch- und Sortiertechnik: ordinateur („Ordner, Reihenfolge-Bildner“).